# Jean-François Philippe-Delleville
Jean-François Philippe-Delleville né le 22 février 1740 à Bayeux paroisse Saint-Jean, mort le 31 août 1828 à Sainte-Croix-sur-Mer, est un homme politique français de la Révolution française.

## Biographie

### Famille
Jean-François Philippe, sieur d'Elleville, est le fils de Denis Philippe, sieur d'Elleville, lieutenant-général de l'Amirauté, puis conseiller à la cour royale, acquéreur du château Fouques à Sainte-Croix-sur-Mer en 1781, et de Suzanne de La Londe.
Il succède à son père comme lieutenant-général de l'amirauté. Il fait partie des commissaires pour la rédaction des cahiers du Tiers-État[Où ?]. Il est en 1792 président du tribunal de Bayeux.

### Député de la Gironde à de la Convention nationale
Jean-François Philippe-Delleville est élu en septembre 1792 treizième et dernier représentant du Calvados à la Convention nationale . Au procès de Louis XVI, il vote détention puis le bannissement à la paix. Il vote pour la mise en accusation de Marat et pour le rétablissement de la Commission des Douze. En raison de sa protestation contre les journées du 31 mai et du 2 juin, Philippe-Deleville est inculpé dans le rapport d'Amar du 3 octobre 1794 et décrété d'arrestation. Il parvient néanmoins à se soustraire à la vigilance de ses gardiens. Il est rappelé, comme ses collègues protestataires, au sein de la Convention, à la faveur du décret du 18 frimaire an III (8 décembre 1794). Malgré son positionnement girondin, il prend la défense de Bertrand Barère lorsque celui-ci est inculpé à propos de sa responsabilité dans la Terreur. Il relate une entrevue à Issy-les-Moulineaux avec l'ancien membre du Comité de Salut public alors qu'il était fugitif au terme de laquelle il ne l'a pas dénoncé,. 
Un mandat d'amener est lancé contre lui par ses anciens ennemis. Tallien le défend et fait une enquête qui aboutit à un certain Limodin[réf. incomplète]. Un membre de la Convention nationale proclame : L'heure de la justice. Delleville réplique : L'heure de la Constitution. Il demande la destruction de la guillotine et la modification des listes qui comportent beaucoup de gens qui sont restés en France.
Lors du procès du terroriste Joseph Le Bon, Philippe-Delleville demande l'arrestation d'Armand-Joseph Guffroy, qui avait osé accuser Joseph Le Bon de modérantisme. Legendre et Boissy-D'Anglas s'y opposent[réf. incomplète].

### Député au Conseil des Cinq-Cents
Député au Conseil des Cinq-Cents pour le département du Calvados[réf. incomplète], il en est même l'un des vice-présidents.
Lors des luttes qui opposent les majorités des conseils au Directoire, il s'oppose à ce dernier et propose le 1er septembre de faire examiner si Jacques-Charles Bailleul, n'était pas atteint de folie pour avoir écrit son appel à ses commettants. Il n'est portant pas compris dans les cinquante-deux députés qui sont arrêtés après le Coup d'État du 18 fructidor an V (4 septembre 1797).[réf. nécessaire]
Le 6 octobre 1797, il combat avec force une loi proposée par le député Poulain-Grandpré, loi très dangereuse pour les émigrés et leurs parents. Le 20, il s'oppose à une loi sur la déportation des nobles.[réf. nécessaire] Jean-François Philippe-Delleville est à l'origine d'une loi créant des écoles centrales et réformant l'éducation publique du 8 messidor an IV avec Claude-Nicolas Leclerc, qui est secrétaire du  Conseil des Cinq-Cents comme lui[réf. incomplète].

### Conseiller honoraire à la Cour royale de Caen
Jean-François Philippe-Delleville sort du Conseil des Cinq-Cents en mai 1798. Il est nommé vérificateur de la comptabilité intermédiaire, et devient, après le 18 brumaire an 8 (9 novembre 1799), juge de la cour de Caen. Il est promu conseiller à la cour d'appel de Caen sous Louis XVIII. Conseiller honoraire à la Cour royale de Caen, chevalier de la Légion d'honneur, il décède à 88 ans dans le manoir familial de Sainte-Croix-sur-Mer.